# ブラーニー城
ブラーニー城（ブラーニーじょう、英語: Blarney Castle、アイルランド語: Caisleán na Blarnan）は、アイルランド共和国コーク県ブラーニーの町、マーティン川の近くにある中世の城塞である。以前に同じ場所に城があった。現存する城は1446年にデズモンド王家の分家マスケリーのマッカーシーによって建設された 。
キスすると口が上手くなるという言い伝えがあるブラーニーストーンは、出し狭間の中にある。

## 歴史

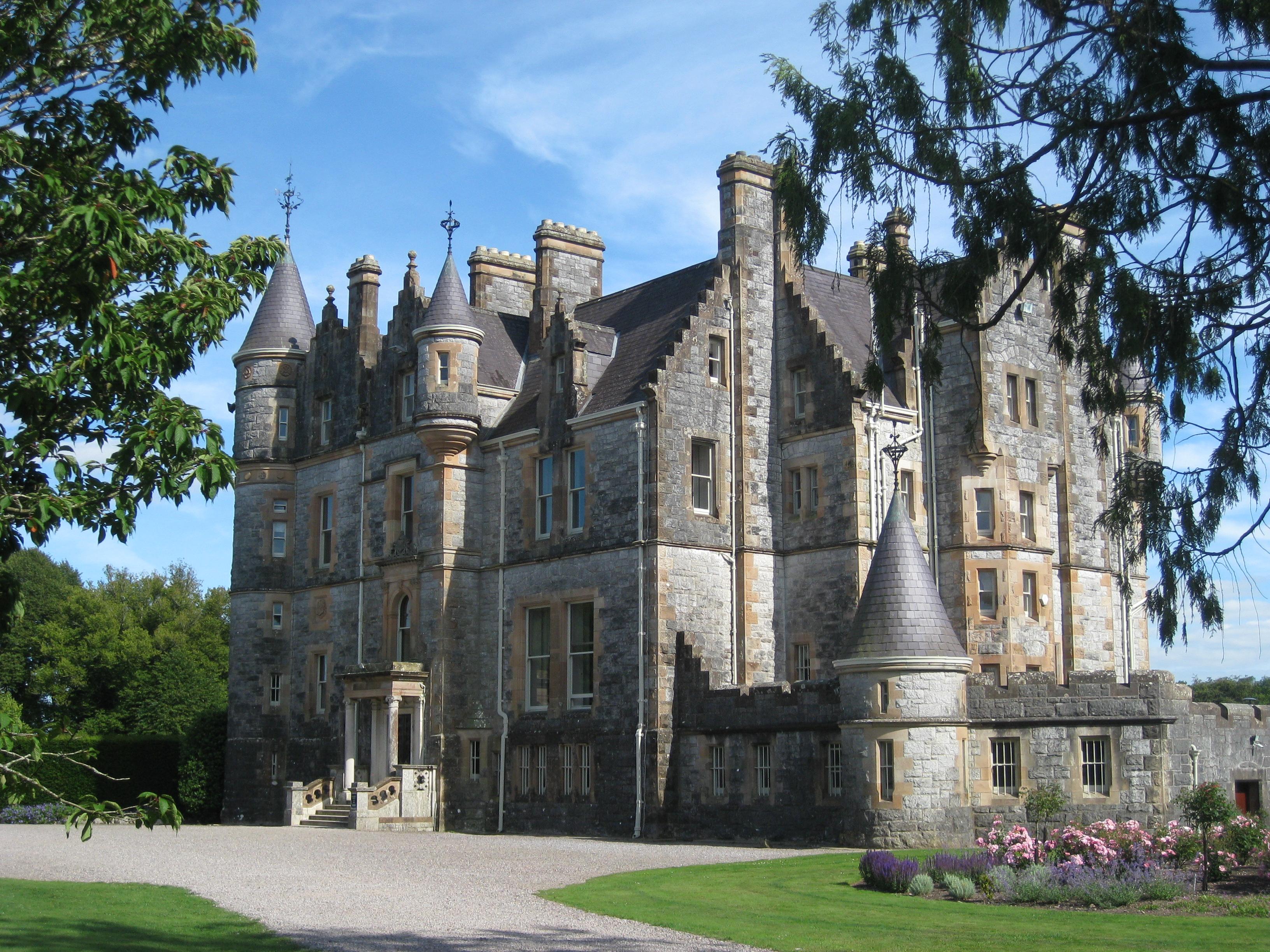
ブラーニーハウス

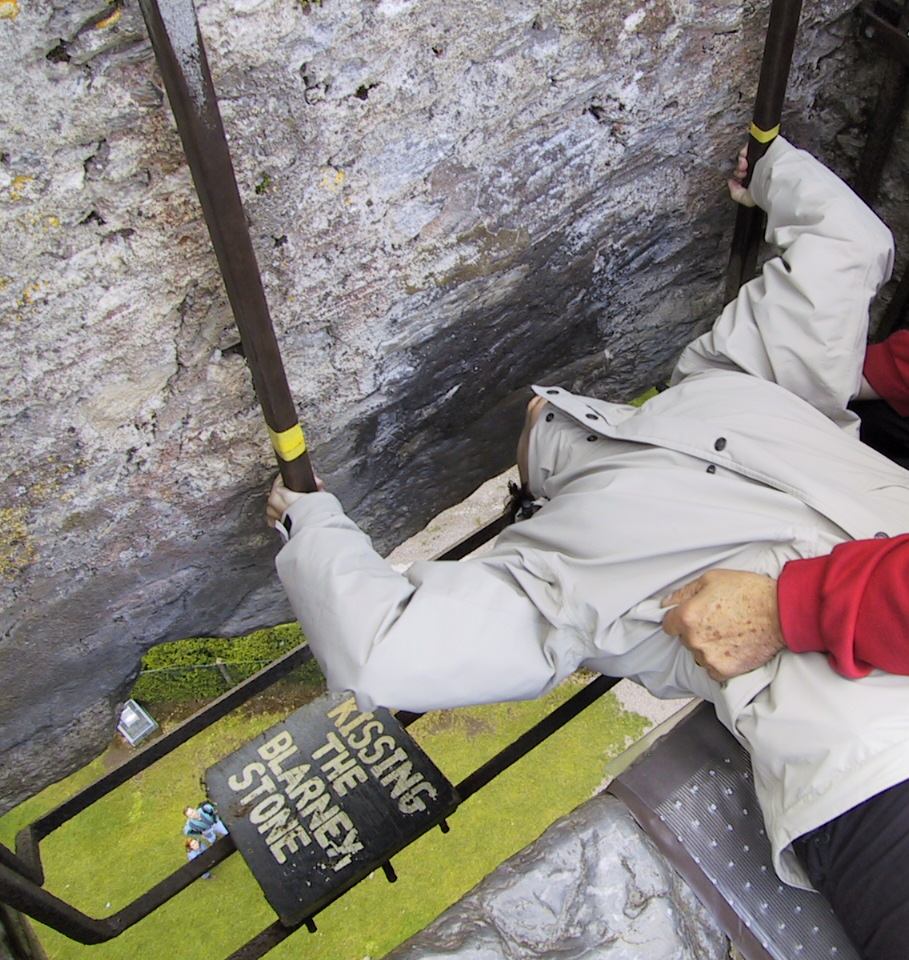
キスすると口が上手くなると言われる出し狭間にあるブラーニーストーンへのキスしている様子。由来は諸説あり。

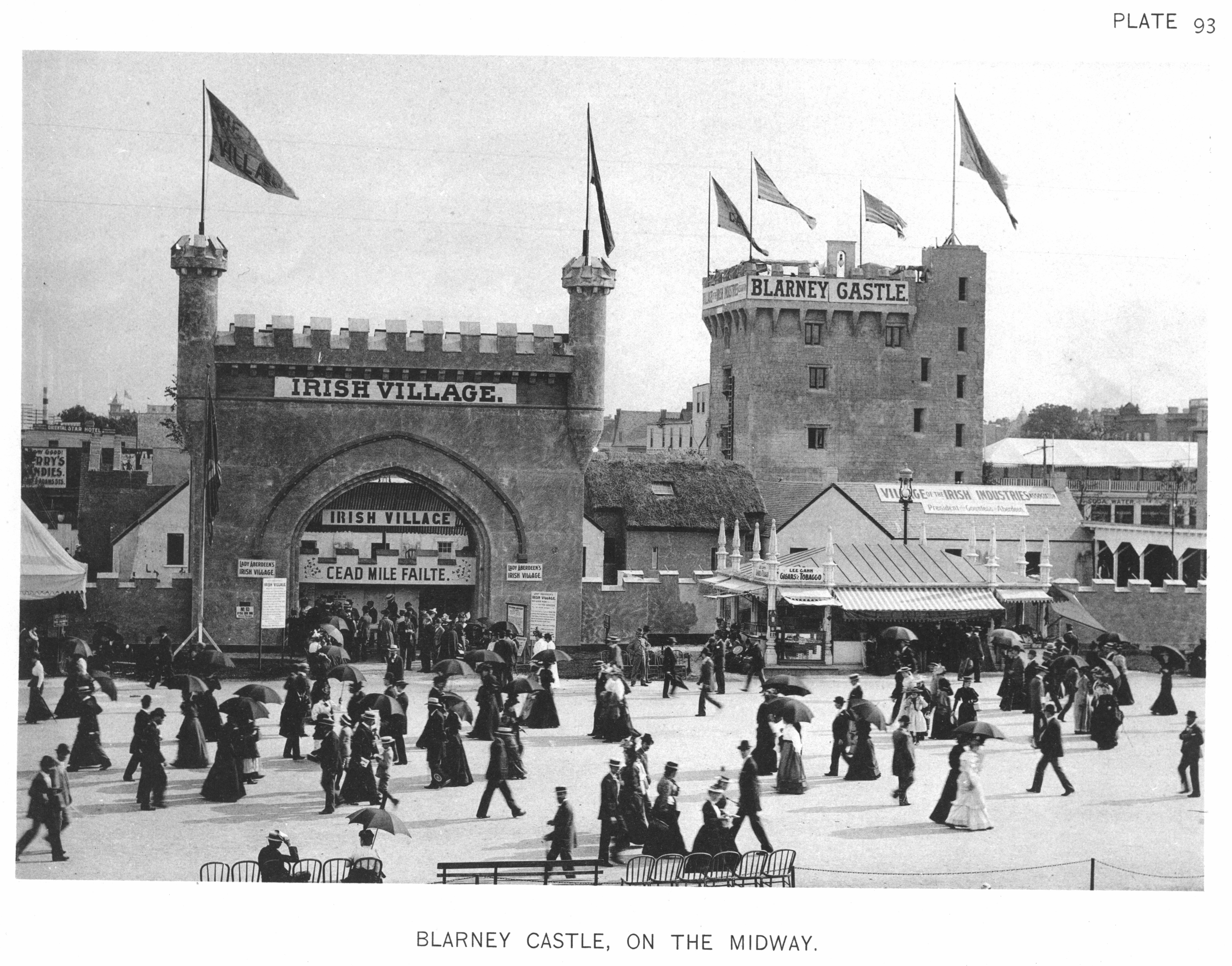
1893年のシカゴ万国博覧会のアイルランド村の様子

この場所には、1200年ごろに木造の城があったという記述があるが、その痕跡は見当たらない。1210年頃に石の城塞になった。1446年に破壊され、その後、Kilcrea や Carrignamuck の城塞も建てていたマスケリーのロード Cormac Laidir MacCarthyによって建てなおされた。
アイルランド同盟戦争で、この城はブロッグヒル男爵（後のオーラリー伯爵）ロジャー・ボイルが率いる議会派に包囲され奪われた。しかし、再興後、クランカーティ伯爵になったドノー・マッカーシーによって修復された。
1690年代のウィリアマイト戦争時には、4代目クランカーティ伯爵の領土は城と共に、ウィリアマイトに押収された。
城は売却され、幾人もの手を渡った。
Jefferyes家のメンバーは、後に天守近くに大邸宅を建てた。この家は火災で燃えてしまい、1874年にはブラーニー・ハウスと呼ばれていた代わりの大邸宅が近くの湖を見下ろすように建てられた。19世紀半ば、Jefferyes家とColthurst家は結婚によって合併し、現在はColthurst家が土地を所有している。

## 観光
一部廃墟となって、出入りが制限されているが一般公開されている。
城は広々とした庭園に囲まれており、ドルイドのサークル、魔女の洞窟、願い事の階段などの名前が付いた岩や、毒草が植えられた毒の庭などがある。
ブラーニーストーン
「Eloquence of Stone（雄弁の石）」として知られるブラーニーストーンは城の屋上の出し狭間にあり、キスが出来る状態になっている。この石の由来は諸説あり、リア・ファルという伝説の石、スコットランドでの戦争で手に入れた石、ストーンヘンジ由来の石などがあった。しかし、2014年にグラスゴー大学の地質学者が分析したところ、この石は地元の石灰岩と一致していることが確認された。

## 語源とするもの
- 英語のblarneyは、お世辞、甘言という意味があり[12]、ブラニーストーンを語源とする[13]。
- 小惑星(2320) Blarneyはブラーニー城にちなんで命名された[14]。